# Pouillon (Landes)
Pouillon (okzitanisch: Polhon) ist eine französische Gemeinde mit 3.151 Einwohnern (Stand: 1. Januar 2022) im Département Landes in der Region Nouvelle-Aquitaine. Sie gehört zum Arrondissement Dax und zum Kanton Orthe et Arrigans. Die Einwohner werden Pouillonnais genannt. Im Stadtgebiet befindet sich das Chateau Saint Martin mit einer gleichnamigen Kapelle sowie einer Mühle. Früher befand sich im Chateau ein kirchliches Kinderheim. Die Gebäude werden mittlerweile für touristische Zwecke genutzt.

## Geografie
Pouillon liegt am nördlichen Rand des französischen Baskenlandes sowie am Flüsschen Bassecq. Umgeben wird Pouillon von den Nachbargemeinden Saugnac-et-Cambran im Norden, Mimbaste im Norden und Nordosten, Estibeaux im Osten, Misson im Südosten, Labatut im Süden, Cauneille im Südwesten, Cagnotte und Gaas im Westen sowie Bénesse-lès-Dax im Nordwesten.

## Geschichte
Ursprünglich war Pouillon wohl eine gallorömische Siedlung an der Römerstraße von Bordeaux nach Pamplona gelegen.

### Bevölkerungsentwicklung
| Jahr      | 1962 | 1968 | 1975 | 1982 | 1990 | 1999 | 2006 | 2017 |
| Einwohner | 2502 | 2450 | 2425 | 2477 | 2596 | 2685 | 2746 | 3072 |

## Sehenswürdigkeiten

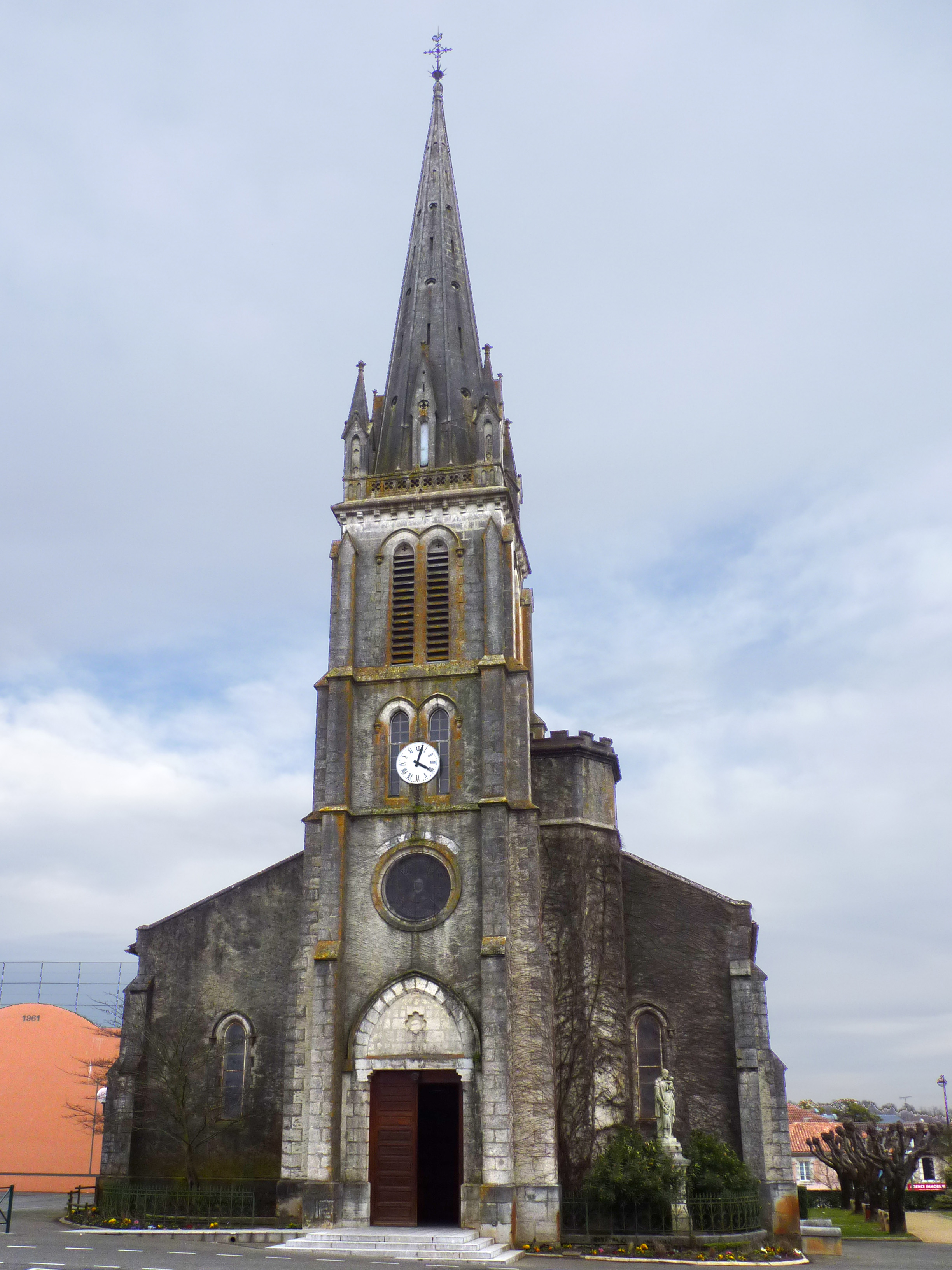
Kirche Saint-Martin

- Kirche Saint-Martin, romanischer Bau aus dem 11. Jahrhundert, Anbauten aus dem 15. und 16. Jahrhundert, seit 1996 Monument historique
- Kapelle Benarrucq, Pilgerunterkunft für den Jakobsweg und paläontologischer Fundort
- Schloss Lamothe
- Schloss Saint-Martin mit benachbarter Mühle Saint-Martin

## Persönlichkeiten
- Antoine-Marie Cazaux (1897–1975), Bischof von Luçon (1941–1967)

## Gemeindepartnerschaft
Seit 1990 besteht eine Partnerschaft mit der spanischen Gemeinde Daroca in der Region Aragon.